# 東日本
東日本（ひがしにほん、ひがしにっぽん）は、日本の東半分の地域をいう。

## 範囲
定義は辞書により見解が分かれ、企業団体によっても区分が異なる。
地理学・地質学の分野では、糸魚川静岡構造線以東を東日本として、フォッサマグナの西端部にあたる糸魚川〜姫川〜青木湖〜安曇野〜塩尻峠〜釜無川〜早川〜富士川以東を東日本（もしくは東北日本）とする 。
方言学の分野では日本語の東日本方言（東部方言）は、北海道方言・東北方言・関東方言・東海東山方言の新潟（佐渡島を除く）・長野・岐阜・愛知以東を指す。
各種文化面から新潟・長野・静岡の各県以東を東日本とする場合もある（ただし佐渡島を除く場合もある）。
気象予報では、北日本、東日本、西日本、沖縄・奄美の4分類になっており、関東甲信・北陸・東海（三重県も含む）を指し、北海道・東北は北日本とされている。
また、近畿地方に対する関東地方や、畿内に対する南関東、西国に対する東国（例：東日本放送）を指す場合もある。
他には生物相がある。
『JTB私鉄時刻表 東日本版』（JTBパブリッシング）には、静岡県・長野県・新潟県以東の各鉄道全列車の時刻を掲載している。『平成23年度大学入試センター試験 受験上の注意』によれば、大学入試センター試験の追試験における東日本地区の管轄地域は、北海道、東北、関東甲信越、静岡県となっている。
東日本は北海道、東北、東京の各電力の地区に分かれており、交流電源の周波数はほとんどの地域で50Hzである。一部の地域では60Hzで、境界は静岡県の富士川、山梨県、群馬県及び新潟県の糸魚川以東。詳しくは「商用電源周波数#日本の商用電源周波数」を参照のこと。

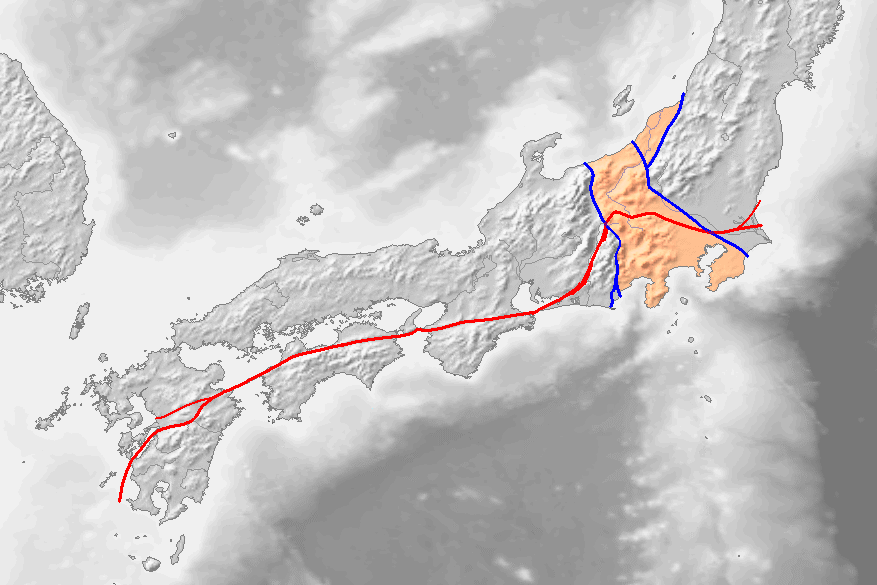
西南日本と東北日本の間に位置する地溝帯、フォッサマグナ（橙）。
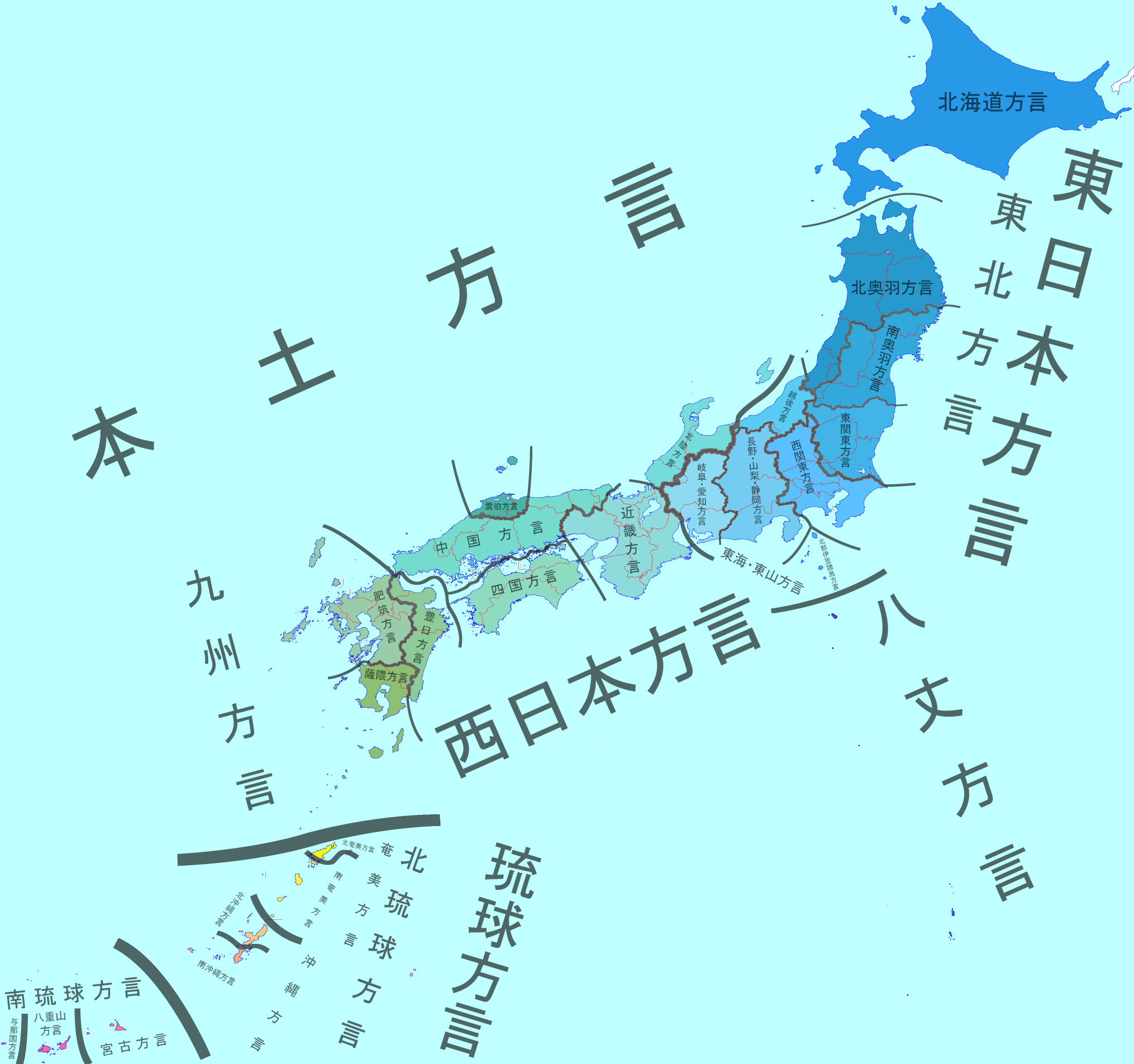
方言による区分の例
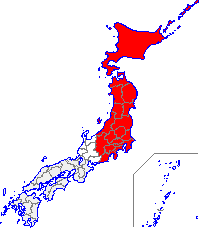
静岡・長野・新潟以東

### 曖昧な地域
東西の境界線は気象庁やNTTなどで異なっている。
明治中期の47道府県制定時には五畿八道と道府県名によるものもあった。東日本としては、行政区分の東海道、東山道、北陸道と北海道の4地域であり、三重県の伊勢国、伊賀国、滋賀県の近江国、福井県の若狭国から東側を示すものであった。また当時の2分割では五畿の京都府と奈良県から西側が西日本とされた。
特に静岡県は、電源周波数と糸魚川静岡構造線の境界が県の真ん中にあり、NTTはNTT西日本、気象庁区分では東日本などと曖昧である。
岐阜・愛知・北陸三県については、Jタウンネットのアンケート（2020年）では西日本に分類する意見が多かったが、関西以西の人は東日本に分類する傾向がみられた。

## 東日本を冠した主な企業・団体名

### 地域実態を反映しているもの
- 東日本旅客鉄道（JR東日本） - 経営する鉄道は新潟県、長野県、静岡県（伊豆地域の一部のみ）、山梨県と関東・東北地方全県に広がる。ただし、北海道は別の企業（北海道旅客鉄道）となっている。
- 東日本電信電話（NTT東日本） - 固定電話の営業エリアは新潟県、長野県、山梨県以北及び神奈川県以東並びに静岡県の熱海市及び裾野市の一部。
- 東日本高速道路（NEXCO東日本） - 管理エリアは新潟県、群馬県、埼玉県及び千葉県以東の全域と、東京都・神奈川県のうち東名高速・中央道沿線を除いた地域、長野県の北信地域及び東信地域並びに富山県下新川郡朝日町[16]の一部。
- 電通東日本 - 静岡県、長野県、新潟県以東を営業エリアとする大手広告代理店電通の地域子会社。
- 東日本建設業保証- 公共工事前払金保証事業を営む。本社は東京都中央区。全国の公共工事発注者の前払金保証を取り扱えるが、営業店舗は青森県から福井県、岐阜県、三重県以東の各県庁所在地に設置している（ただし、競合対策で大阪市中央区に大阪支店を設置）。

### 名称のみ
- 東日本交通 - 岩手県盛岡市に本社を置くバス事業者。
- 東日本急行 - 宮城県仙台市に本社を置くバス事業者。
- 東日本銀行 - 展開地域は東京都、茨城県を中心とする関東地方。
- 東日本フード - 札幌市に本社を置く日本ハムグループの食肉販売会社。
- 東日本ガス - 千葉県我孫子市、茨城県取手市の周辺に都市ガスとプロパンガスを供給する会社。
- 東日本放送（KHB） - 宮城県を放送対象地域とするテレビ朝日系列のテレビ局。
- 東日本国際大学 - 福島県いわき市にある大学。
- ホテル東日本グループ - 岩手県・秋田県・栃木県を中心に展開するホテルグループ。
  - なお、ホテル東日本グループの親会社である日本ハウスホールディングスの旧社名は「東日本ハウス」であった（実際は西日本でも営業しており、2015年に現社名に変更。これに合わせてホテル東日本グループも「日本ハウスホテル&リゾート」となっている）。